# Paweł Szymański
Pour les articles homonymes, voir Szymański.
Paweł Szymański (Varsovie, 28 mars 1954) est un compositeur polonais. 

## Biographie
Quand il était étudiant à l'Université de musique Frédéric Chopin, Szymański étudie la composition avec Włodzimierz Kotoński (1974-1978). Et plus tard avec Tadeusz Baird à Varsovie (1978) et Roman Haubenstock-Ramanti à Vienne (1984-1985).
Sa musique est basée sur la stricte discipline technique et le matériau sonore initial des pièces de Szymański a des racines dans les conventions passées, mais toujours traitée et composée depuis le début. Szymański lui-même parle de sa musique à l'aide de la qualification « surconventionalisme ». Son style est similaire à celle des compositeurs néo-classiques, mais Szymański souligne styles passés au sein de ses œuvres. Beaucoup de ses œuvres comprennent également les influences de l'époque baroque ainsi que la fantaisies de la Renaissance. Souvent, il modifie ces styles classiques de la musique, jusqu'à ce qu'ils deviennent abstraits et impressionnistes. Par exemple, s'il use de  canon ou de fugue, il les « écrits en toutes notes, qu’il crible ensuite de pauses ou atténue du tout au tout. »
Tout au long de sa carrière Paweł Szymański a joué dans de nombreux pays, notamment au Danemark, en Autriche, au Japon et aux États-Unis, mais continue à vivre et travailler à Varsovie. Ses œuvres ont été jouées par de nombreux groupes, y compris le Quatuor à cordes Silésien et Orchestre symphonique de la radio de Katowice.
Son opéra, Qudsja Zaher, capture l'histoire d'une femme réfugiée d'Afghanistan. Après son voyage en bateau, elle est coincée entre la pègre et la vie.

## Prix
- Concours des jeunes compositeurs polonais (premier prix)
- Concours des compositeurs Benjamin Britten pour Partita III

## Œuvres (sélection)
- Épitaphe (1974)
- Partita II (1978)
- Gloria (1979)
- Sonate pour violons, contrebasse et percussion (1982)
- Deux pièces pour quatuor à cordes (1982)
- Appendix (1983)
- Lux aeterna (1984)
- Deux constructions illusoires (1984)
- Deux études pour piano (1986)
- Partita III (1986)
- Partita IV, pour orchestre (1987)
- Quasi una Sinfonietta (1990)
- Cinq pièces pour quatuor à cordes (1992) Création en 1993, par le Quatuor Brodsky. L'œuvre est conçue à la mémoire du peintre polonais Jerzy Stajuda (1936–1992)
- Miserere (1993)
- Concerto pour piano (1994) Commande de Radio-France pour la pianiste Ewa Pobłocka, créé à la maison de la radio, lors du festival Présences sous la direction d'Antoni Wit et l'Orchestre de la radio polonaise
- Rappelant une sérénade (1996)
- Qudsja Zaher, opéra en deux actes (2005) Création 2013
- Singletrack pour piano (2005)
- Quatre pièces pour quatuor à cordes (2013) Dédié et créé par le Royal String Quartet, à Varsovie, le 8 novembre 2013.
- Sonate pour alto et piano (2015)

## Discographie
- Partita III & IV, Lux aeterna, Dwie Etiudy na fortepian, Miserere (1997, Accord ACD 038)
- Œuvres pour piano : Dwie Etiudy ; Une Suite de pièces de Clavecin par Mr. Szymański ; Singletrack - Maciej Grzybowski, piano (2-4 octobre 2002/19-29, février 2006, EMI 0946 3 71878 2 1)
- Zaratustra (2006, EMI 0946 3 71876 2 3)
- Cinq pièces pour quatuor à cordes ; Deux pièces pour quatuor à cordes ; Compartment 2, Car 7° - Quatuor Silésien ; Krzysztof Jaguszewski (Vibraphone°) (2006, EMI 0946 3 84393 2 5)
- Cinq pièces pour quatuor à cordes ; Quatre pièces pour quatuor à cordes ; Deux pièces pour quatuor à cordes - Royal String Quartet : Izabella Szałaj-Zimak et Elwira Przybyłowska (violon) ; Marek Czech (alto) ; Michał Pepol (violoncelle) (14-16, février 2014, Hyperion)